# Ray Combs
Raymond Neil Combs, Jr. (3 de abril de 1956-2 de junio de 1996) fue un actor, comediante y presentador de concursos de nacionalidad estadounidense, conocido por su trabajo en el show Family Feud emitido por la CBS y en redifusión entre 1988 y 1994.

## Primeros años
Nacido en Hamilton, Ohio, entró en el mundo de la comedia tras mudarse a Los Ángeles en 1983. Empezó su carrera preparando al público antes del inicio de diversas sitcoms. Johnny Carson le descubrió y le invitó a actuar en The Tonight Show Starring Johnny Carson en octubre de 1986, dándole el público, puesto en pie, una ovación tras su intervención. Gracias a todo ello, pronto consiguió trabajar con el público de la serie Amen.
En 1985 actuó en el episodio de The Facts of Life "Doo-Wah", en un papel secundario, y en esa época también fue artista invitado en un capítulo de The Golden Girls. Además, en 1987 fue panelista de la versión presentada por John Davidson de The Hollywood Squares, y tuvo un pequeño papel como policía en el film Overboard, protagonizado por Kurt Russell y Goldie Hawn.

## Presentador deFamily Feud
En 1988 los productores de concursos Mark Goodson y Howard Felsher seleccionaron a Combs para presentar una nueva versión de Family Feud, la cual se emitió a la vez por la CBS a partir del 4 de julio y en redifusión a partir del 19 de septiembre. Inicialmente el público aceptó la actuación de Combs en Family Feud, a pesar de la inevitable comparación con el anterior presentador, Richard Dawson. Según el locutor de Feud Gene Wood, Combs también viajó extensamente por los Estados Unidos para promocionar el show, incluyendo actuaciones como artista invitado en los shows de la CBS Card Sharks y The Price is Right, protagonizados por Bob Eubanks y Bob Barker, respectivamente.
En 1990 Combs fue el primer y único presentador de Family Feud en utilizar un micrófono inalámbrico de mano. El 29 de junio de 1992 la CBS expandió el show de treinta minutos a una hora de duración, y su título pasó a ser Family Feud Challenge. La edición emitida en redifusión se llamó The New Family Feud.
A pesar del éxito de Combs, la audiencia del programa comenzó a caer en picado. En 1993, Mark Goodson, el creador del programa, murió de cáncer de páncreas. La CBS canceló la versión en horario diurno el 10 de septiembre, aunque permaneció en redifusión, que también estaba al borde de la cancelación. Jonathan Goodson, que había sido nombrado presidente de Mark Goodson Productions tras fallecer su padre un año antes, tomó la decisión de separarse de Combs y volver a contratar al antiguo anfitrión, Richard Dawson. Combs filmó su último episodio con el programa el 27 de mayo de 1994. Después de que terminó el espectáculo, Combs despegó y dejó el set sin siquiera despedirse de nadie.

## Otras actuaciones
Combs hizo también un par de actuaciones para World Wrestling Entertainment, actuando como locutor invitado del cuadrilátero en WrestleMania VIII, donde divirtió al público del RCA Dome de Indianápolis insultando y metiéndose con los The Nasty Boys, Jacques Rougeau y Barry Darsow antes de ser cazado y echado fuera del ring. Posteriormente fue comentarista invitado de la Survivor Series (1993), trabajando en colaboración con Vince McMahon y Bobby Heenan. Heenan y Combs hicieron amistad, algo que el primero explicaba en su autobiografía, señalando que pensaba que Combs se sentía rebajado por dedicarse a la presentación de concursos.
Combs también apareció como él mismo en episodios de In Living Color y 227. Además, tuvo una actuación en la serie televisiva de The Nashville Network "The Statler Brothers Show", donde hizo un número de comediante en vivo.

## Declive y fallecimiento
En julio de 1994 Combs sufrió un accidente de tránsito que le produjo una lesión de un disco intervertebral como resultado de la cual le quedaron secuelas dolorosas. Tenía dos clubes de comedia en Cincinnati, pero ambos se declararon en quiebra y cerraron. Además, su casa en Hamilton fue ejecutada porque no podía pagar la hipoteca. En septiembre de 1995 Combs y su esposa, Debbie, con la que se había casado 18 años antes y había tenido 6 hijos, se separaron.
Combs hizo varios intentos de volver a la televisión —sobre todo como presentador del concurso emitido por televisión por cable Family Challenge—, aunque en todos los casos fracasó. Una semana antes de fallecer intervino por última vez en televisión, en directo en una edición especial de The Home and Family Show con Cristina Ferrare y Chuck Woolery, programa en el que habló de sus experiencias presentando Family Challenge.
El 1 de junio de 1996, Combs llamó por teléfono a su esposa, indicando que se sentía deprimido y tomó un trago con varias pastillas recetadas. Debbie sospechaba que Combs estaba tratando de quitarse la vida y llamó a la policía para que admitieran a su esposo en el hospital. Combs fue tratado por una sobredosis, pero finalmente sobrevivió. Debbie llegó al hospital para llevar a su esposo a casa, pero Combs le exigió que lo llevara a su residencia principal en Glendale, Arizona. Un Combs errático y enfurecido salió del vehículo de su esposa y se subió a otro vehículo, donde lo llevaron a la casa en Glendale. Una vez que llegó a la casa, Combs destruyó la mayor parte del interior y se golpeó la cabeza contra las paredes. La policía llegó al lugar y llevó a Combs a la sala psiquiátrica del hospital, donde lo mantuvieron en observación mental durante setenta y dos horas. Alrededor de las 4:10 a. m. el 2 de junio de 1996, el personal del hospital descubrió a Combs colgando con una sábana en un armario. Intentaron revivirlo, pero no tuvieron éxito, y Combs fue declarado muerto. Combs tenía cuarenta años. Su muerte fue declarada suicidio por ahorcamiento.
El 7 de junio de 1996, se llevó a cabo un funeral de Combs en una iglesia en Glendale. Sus restos fueron llevados a Hamilton, Ohio, y enterrados en el Cementerio de Greenwood.